# Ronny Rothschild
Reuven Rothschild, detto Ronny (in ebraico ראובן רוטשילד‎?; Afula, 1957), è un ex cestista israeliano.

## Carriera
Con Israele ha partecipato ai Campionati europei del 1977.